# Adriaan Cuyk van Meteren
Adriaan Cuyk van Meteren, heer van Meteren en Kerkwijk († 26 november 1672) was een luitenant-kolonel in het lijfgarde-regiment van stadhouder prins Frederik Hendrik. In die hoedanigheid voerde hij met zijn regiment de lijkstatie van Frederik Hendrik aan, toen deze in 1647 werd bijgezet in de Grafkelder van Oranje-Nassau in de Nieuwe Kerk in Delft.
Frederik Hendriks zoon, Willem II, benoemde hem tot kolonel en commandeur van Woudrichem en als bevelhebber van de staatsgevangenis te Loevestein. Tijdens de Zweeds-Nederlandse Oorlog leidde hij onder admiraal Jacob van Wassenaer Obdam de landing op Funen.
Hij was in 1630 getrouwd met Emerentia van Aerssen (1609-1670), lid van het geslacht Van Aerssen met wie hij twee zoons kreeg.